# 테코 모디세
테코 초로펠로 모디세(영어: Teko Tsholofelo Modise, 1982년 12월 22일 ~ )는 더 제너럴(영어: The General)과 테크노 M(영어: Techno M)이라는 별명으로 알려진 남아프리카 공화국의 은퇴한 프로 축구 선수이다. 그는 미드필더로 활약했으며, 과거 남아프리카 공화국 국가대표팀의 주장이었다. 현재는 케이프타운 시티의 스태프로 일하고 있다.
프리미어 사커 리그(PSL) 역사상 가장 위대한 선수 중 한 명으로 널리 평가받는 모디세는 남아프리카 축구 하부 리그의 리아 스타스와 피터스버그 필러스에서 선수 생활을 시작했다. 후자의 팀에 있을 당시 그는 음벨라 골든 리그 시즌 최우수 선수상을 수상했으며, 이 활약을 바탕으로 2006년 1부 리그 소속팀 슈퍼스포트 유나이티드로 이적했다. 다음 시즌에는 지역 라이벌 팀인 올랜도 파이리츠로 이적하여 6년간 활약했고, 이 기간 동안 PSL 올해의 선수상을 2회 (최초 시상 포함) 수상했으며, 클럽 타이틀 2회를 거머쥐었다. 파이리츠 소속 시절, 그는 경기를 조율하는 능력으로 인해 "더 제너럴(The General)"이라는 별명을 얻었고, 곧 국가대표팀의 주전 선수로 자리잡았다.
2011년 구단 경영진과의 불화 이후, 그는 마멜로디 선다운스로 이적하여 추가로 6년간 활동하며 클럽 타이틀 5회 이상을 차지했다. 그는 2012–13년 시즌 팀 주장을 맡기도 했다. 2017년, 그는 계약을 연장하지 않기로 결정하고, 대신 케이프타운 시티와 계약하여 2019년 은퇴할 때까지 소속되어 있었다.
모디세는 2007년부터 2012년까지 남아프리카공화국 국가대표팀에서 66경기에 출전했으며, 2008년 아프리카 네이션스컵, 2009년 FIFA 컨페더레이션스컵, 2010년 FIFA 월드컵에 참가했다.

## 구단 경력

### 슈퍼스포트 유나이티드
2006년 8월, 모디세는 당시 남아프리카 공화국 국가대표팀의 수석 코치였던 피초 모시마네가 감독을 맡고 있던 슈퍼스포트 유나이티드와 계약하며 PSL로 복귀했다. 그는 이 클럽에서 한 시즌만을 보낸 뒤, 2007년 라이벌 팀인 올랜도 파이리츠로 이적했다.

### 올랜도 파이리츠
모디세는 올랜도 파이리츠와 3년 계약을 체결했으며, 데뷔 시즌에 첫 번째 PSL 올해의 선수상을 수상했고 SAFA 올해의 선수상도 함께 받았다. 다음 시즌에는 파이리츠를 이끌고 리그에서 골 득실차에 밀려 슈퍼스포트 유나이티드에 이어 준우승을 차지했으며, 텔콤 녹아웃 대회에서도 준우승을 기록했다. 시즌 동안 그의 활약은 PSL 올해의 선수상과 SAFA 올해의 선수상을 연이어 수상하게 했고, 선수들이 뽑는 시즌 최우수 선수 타이틀도 거머쥐었다.
모디세의 국내 성공은 여러 해외 구단들의 관심을 끌었으며, 시즌 오프 기간 동안 그는 프리미어리그의 애스턴 빌라, 맨체스터 시티, 위건 애슬레틱으로 이적설이 돌았다. 그러나 모디세는 계약서에 바이아웃 조항이 없었고 구단은 그의 이적을 거부해, 이후 2년 동안 감독 뤼트 크롤과 구단주 어빈 코자와의 관계가 악화되었다. 그는 2011년에 훈련 보이콧으로 징계를 받았으며, 이후 구단이 자신을 대하는 방식 때문에 그렇게 행동했다고 밝혔다.

### 마멜로디 선다운스
파이리츠가 모디세에게 징계를 내리기로 결정한 후, 그가 구단을 떠날 것이라는 추측이 무성했다. 결국 2011년 1월 27일, 그는 라이벌 팀인 마멜로디 선다운스와 계약했다. 선다운스가 피초 모시마네를 감독으로 임명한 후, 모디세는 클럽에서 두 번째 시즌에 팀 주장을 맡았다. 다음 시즌에는 알예 스훗에게 주장 완장을 넘겨주었지만, 2013-14년 프리미어 사커 리그 우승을 도왔으며, 2014년 5월 8일, 슈퍼스포트 유나이티드와의 3-0 승리 경기에서 득점하며 우승을 확정지었다.
2014-15년 시즌이 끝날 무렵, 그는 모든 대회를 통틀어 32경기에 출전해 8골을 기록했으며, 네드뱅크 컵 최우수 선수와 PSL 시즌 최우수 미드필더에 선정되었다. 모디세는 결국 클럽에서 모든 대회를 통틀어 150경기 이상 출전했으며, 마지막 시즌에는 이집트 클럽 자말레크를 상대로 3-1 합계 승리를 거두며 CAF 챔피언스리그 우승을 차지한 스쿼드의 일원이 되었다.
2017년 6월 27일, 그는 마멜로디 선다운스와의 계약에서 해제되었다. 구단에서 한 달에 약 45만 랜드의 연봉을 받은 것으로 알려진 그는 재임 기간 동안 최소 6개의 트로피를 획득했으며, 여기에는 두 차례의 PSL 우승, 네드뱅크 컵, 텔콤 녹아웃, CAF 챔피언스리그, CAF 슈퍼컵이 포함된다.

## 국가대표팀 경력
모디세는 이전에 연령별 국가대표팀에 선발된 적이 없었으나, 2007년 5월 26일, 2007년 COSAFA컵에서 말라위를 상대로 남아프리카 공화국 국가대표팀 데뷔 전을 치렀다. 그는 대회 중 모리셔스를 상대로 국제 경기 첫 골을 기록했으며, 남아프리카 공화국은 결국 이 대회에서 우승을 차지했다. 모디세는 뛰어난 활약으로 대회 최우수 선수에도 선정되었다. 다음 해에는 가나에서 열린 2008년 아프리카 네이션스컵 국가대표팀 명단에 포함되었다.
남아프리카 공화국의 2009년 FIFA 컨페더레이션스컵 국가대표팀에 선발되었고, 6월 14일, 이라크와의 개막전에서 승리한 후 버드와이저 맨 오브 더 매치 상을 받았다. 2010년 5월 24일, 불가리아와의 경기에서 50번째 출전을 기념하여 남아프리카 공화국의 주장을 맡았다. 이로써 그는 국가대표팀 주장으로는 27번째 선수가 되었고, 50경기 출전 기록을 가장 빠르게 달성한 선수가 되었다. 3일 후 열린 콜롬비아와의 친선 경기에서 10번째 국제 골을 기록했다. 이어 남아프리카 공화국에서 열린 2010년 FIFA 월드컵 국가대표팀에도 선발되었으나, 첫 두 경기에서 부진한 경기력으로 비판을 받았다. 카를루스 아우베르투 파헤이라 감독은 프랑스와의 세 번째 경기에서 그를 제외시켰으며, 남아공은 해당 경기에서 2-1 승리를 거두었다.
모디세의 남아프리카 공화국 국가대표팀 최종 출전 경기는 2012년 11월 14일, 폴란드와의 경기였다. 그는 국가대표팀에서 총 66경기에 출전해 10골을 기록했다.